# Liste der Biografien/Boua
Liste der Biografien |
Portal Biografien |
Personensuche
# |
A |
B |
C |
D |
E |
F |
G |
H |
I |
J |
K |
L |
M |
N |
O |
P |
Q |
R |
S |
T |
U |
V |
W |
X |
Y |
Z |
?
 
Ba |
Be |
Bd |
Bg |
Bh |
Bi |
Bj |
Bl |
Bm |
Bn |
Bo |
Br |
Bs |
Bu |
Bw |
By |
Bz
 
Boa–Boc |
Bod |
Boe |
Bof |
Bog |
Boh |
Boi–Bok |
Bol |
Bom |
Bon |
Boo |
Bop |
Boq |
Bor |
Bos |
Bot |
Bou |
Bov–Boz
 
Boua |
Boub |
Bouc |
Boud |
Boue |
Bouf |
Boug |
Bouh |
Boui |
Bouj |
Bouk |
Boul |
Boum |
Boun |
Boup |
Bouq |
Bour |
Bous |
Bout |
Bouu |
Bouv |
Bouw |
Boux |
Bouy |
Bouz
Die Liste der Biografien führt alle Personen auf, die in der deutschsprachigen Wikipedia einen Artikel haben. Dieses ist eine Teilliste mit 34 Einträgen von Personen, deren Namen mit den Buchstaben „Boua“ beginnt.

## Boua
- Boua († 1853), Prinzgouverneur des Reiches Champasak

### Bouaa
- Bouaasayriya, Kaltoum (* 1982), marokkanische Leichtathletin

### Bouab
- Bouab, Assaad (* 1980), marokkanischer Schauspieler
- Bouabdallah, Mohammed (* 1961), algerischer Tennisspieler
- Bouabdellah, Zoulikha (* 1977), russische Künstlerin
- Bouabid, Maati (1927–1996), marokkanischer Politiker, Premierminister von Marokko
- Bouabré, Frédéric Bruly (1923–2014), ivorischer Maler und Poet
- Bouabré, Saïmon (* 2006), französisch-ivorischer Fußballspieler
- Bouabsa, Soraya (* 1997), deutsche Schauspielerin

### Bouad
- Bouaddi, Ayyoub (* 2007), französisch-marokkanischer Fußballspieler
- Bouadoud, Zouhair (* 1986), französischer Fußballspieler

### Bouaf
- Bouafia, Ali (* 1964), algerischer Fußballspieler

### Bouag
- Bouagaa, Atika (* 1982), deutsche Volleyballnationalspielerin

### Bouah
- Bouah, Jordan (* 1995), italienischer American-Football-Spieler

### Bouaj
- Bouajila, Sami (* 1966), französischer SchauspielerSami Bouajila (* 1966)

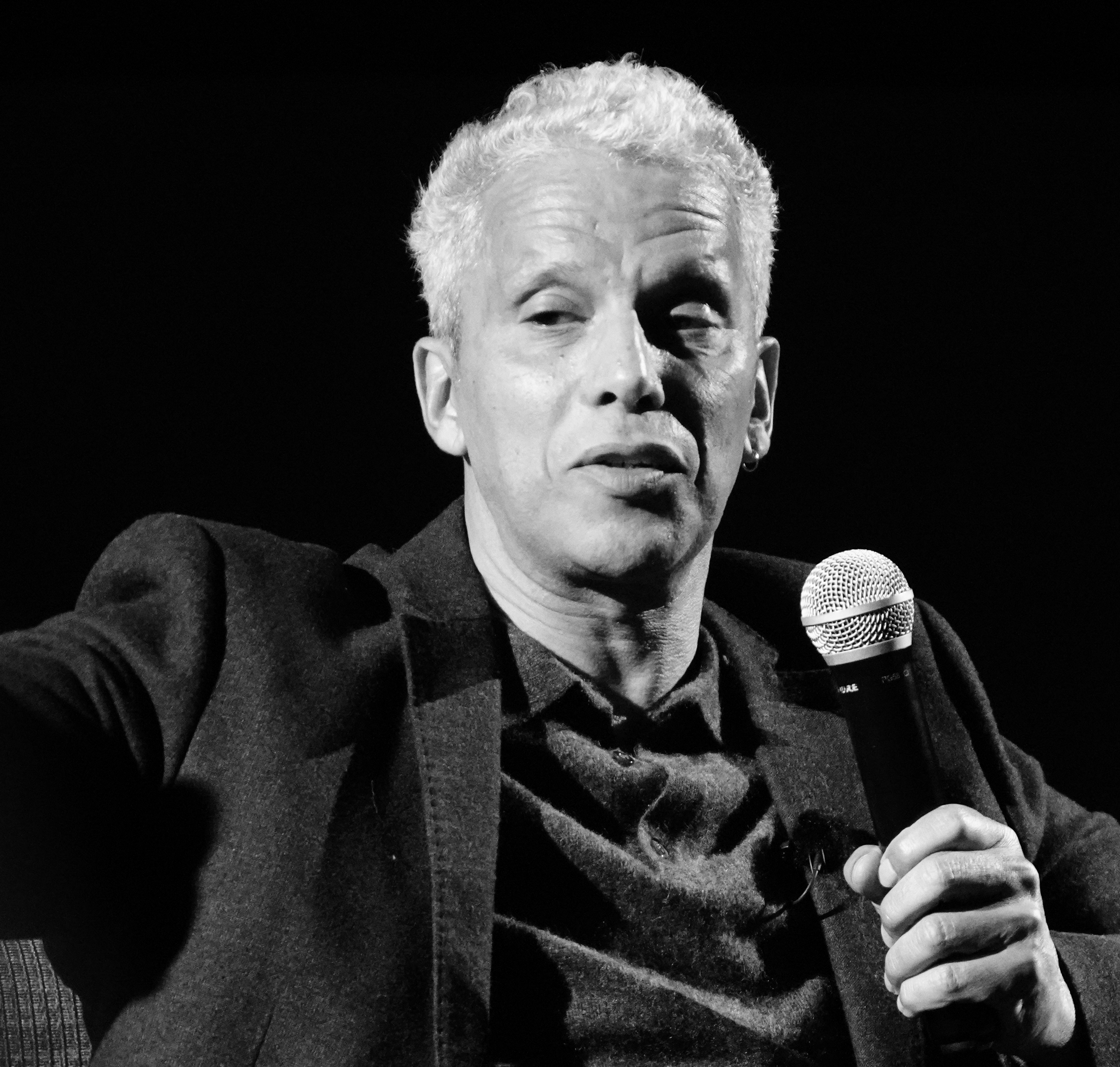
Sami Bouajila (* 1966)

### Boual
- Boualam, Said (1906–1982), französischer Offizier und Politiker
- Boualem, Joséphine (* 1993), französische Tennisspielerin
- Bouali, Hamideddine (* 1961), tunesischer Fotograf

### Bouam
- Bouamar, Farah, deutsche Filmemacherin, Literaturwissenschaftlerin und UnternehmerinFarah Bouamar

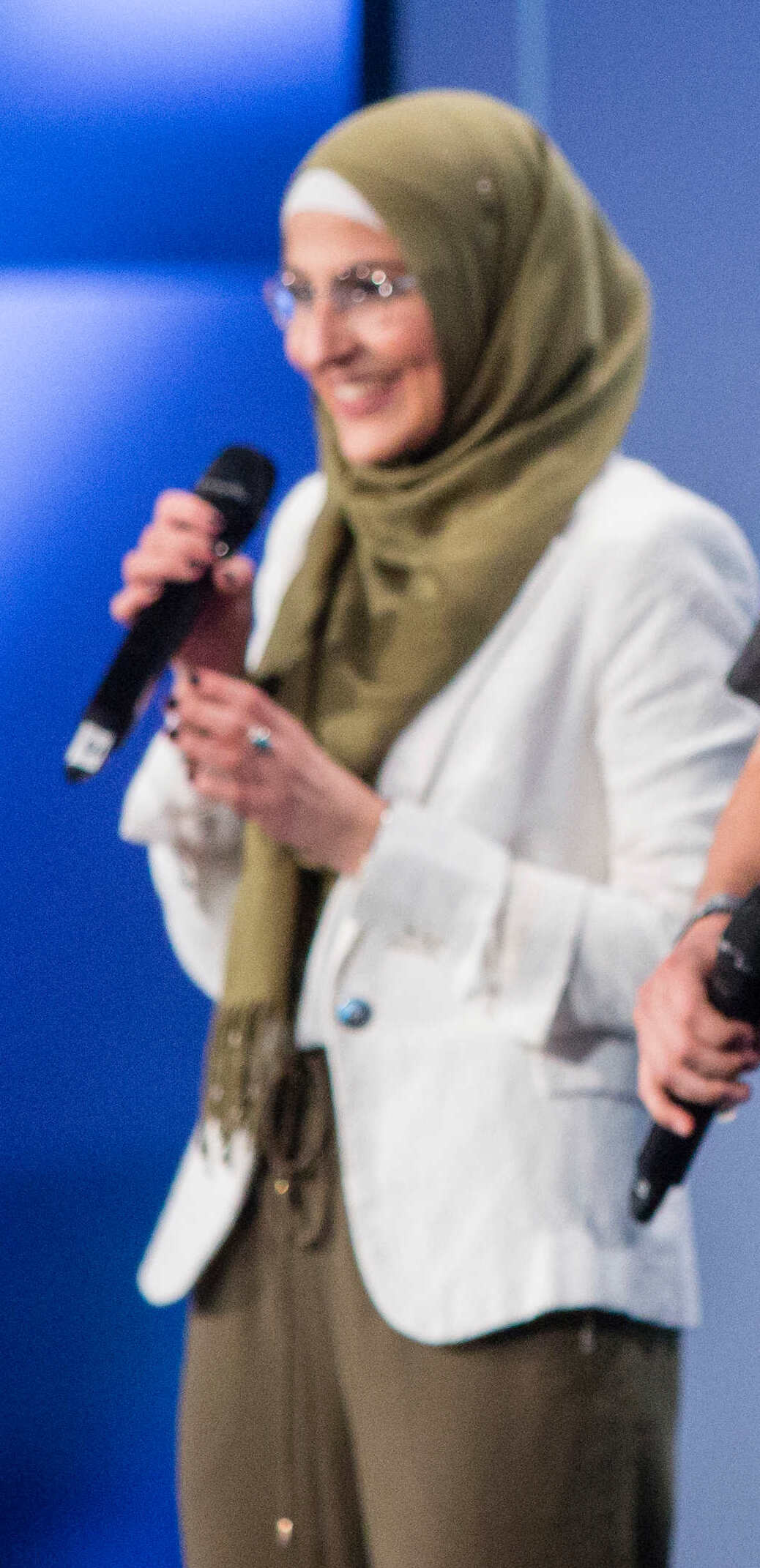
Farah Bouamar

- Bouamraoui, Jasmina El, deutsch-marokkanische Illustratorin und Grafikkünstlerin

### Bouan
- Bouanani, Amine (* 1997), algerischer Hürdenlauf
- Bouanani, Badredine (* 2004), französisch-algerischer Fußballspieler
- Bouanchaud, Hewitt (1877–1950), US-amerikanischer Politiker
- Bouanga, Denis (* 1994), gabunischer Fußballspieler
- Bouanich, Claire (* 1994), französische Schauspielerin

### Bouao
- Bouaouzan, Rachid (* 1984), niederländisch-marokkanischer Fußballspieler

### Bouar
- Bouard, Léa (* 1996), deutsch-französische Freestyle-Skierin

### Bouas
- Bouassel, Abderrafia (* 2001), marokkanischer Hindernisläufer

### Bouay
- Bouayach, Amina (* 1957), marokkanische Menschenrechtsaktivistin

### Bouaz
- Bouazar, Reza (* 1987), iranischer Sprinter
- Bouaziz, Slim (* 1950), tunesischer Schachspieler
- Bouazizi, Mohamed (1984–2011), tunesischer Gemüsehändler
- Bouazizi, Riadh (* 1973), tunesischer Fußballspieler
- Bouazza, Hameur (* 1985), algerischer Fußballspieler